# Poros (Insel)
Poros (griechisch Πόρος (m. sg.)) ist eine kleine griechische Insel im Saronischen Golf nordöstlich der Peloponnes.
Gleichzeitig ist sie Teil der Gemeinde Poros im attischen Regionalbezirk Inseln.

## Beschreibung
Die Insel Poros ist durch einen 300 Meter breiten Kanal von der peloponnesischen Küste beim Ort Galatas entfernt. Der größere nördliche Inselteil Kalavria (Καλαυρία) ist über eine Landenge (Isthmus) mit dem kleineren südlichen Sferia (Σφαιρία), der vulkanischen Ursprungs ist, verbunden. Charakteristisch für den Nordteil der Insel ist ein dichter Bewuchs mit Aleppo-Kiefern, der bis an die Küsten hinunterreicht. Die Insel ist knapp 23 Quadratkilometer groß und hat etwa 4.000 Einwohner, die sich auf den Hauptort Poros konzentrieren. Dieser erstreckt sich von der Westseite von Sferia bis über den Isthmus.
Im Norden und Nordosten werden Oliven und Zitrusbäume angebaut und Fischzucht betrieben, auf der Hochebene Fousas gedeiht Wein. Daneben ist die touristische Infrastruktur gut entwickelt.

## Geologie
Sferia ist vulkanischen Ursprungs und gehört zu den (geologisch als aktiv geltenden) Vulkanen des Saronischen Golfs (Ägina, Methana und Krommyonia). Geologisch befindet sich der Vulkan von Poros auf dem Graben von Epidaurus, einer tektonisch stark beanspruchten Zone, die sich von Süden nach Norden an der Ostküste der Peloponnes erstreckt. Die Meerenge zwischen Galatas und Poros gehört dazu und hat sich seit der Antike gesenkt. Pausanias erzählt, dass er noch durch den Sumpf gewatet sei, der zwischen den beiden Orten lag und nun bis zu vier Meter tief im Meer liegt. Senkungen und Hebungen gehen weiter und zukünftige Vulkanausbrüche sind vor allem in der Region um Methana zu erwarten.

## Sehenswürdigkeiten
Auf Poros sind viele alte Häuser erhalten, die auch dem Hauptort sein malerisches Aussehen verleihen. Die Insel ist ein Ausflugsziel der Athener und leicht mit den regelmäßig verkehrenden Fähren und Tragflügelbooten von Piräus aus zu erreichen.
Sehenswert ist das kleine archäologische Museum der Insel, in dem Funde aus dem antiken Troizen, von der mykenischen Akropolis bei Galatas und Funde aus dem mykenischen Heiligtum von Methana ausgestellt sind. Der antike Name von Poros war Pogon (altgriechisch ΠΟΓΟΝ). Seit einiger Zeit wird in Fachkreisen davon gesprochen, dass sich am Hügel Magoula bei Galatas das Grab des mythischen Helden Theseus befunden haben könnte.
Auf Kalavria befinden sich die Ruinen des Poseidon-Heiligtum von Kalaureia. Auf Kalavria liegt auch das Kloster Zoodochos Pigis („lebenspendende Quelle“).

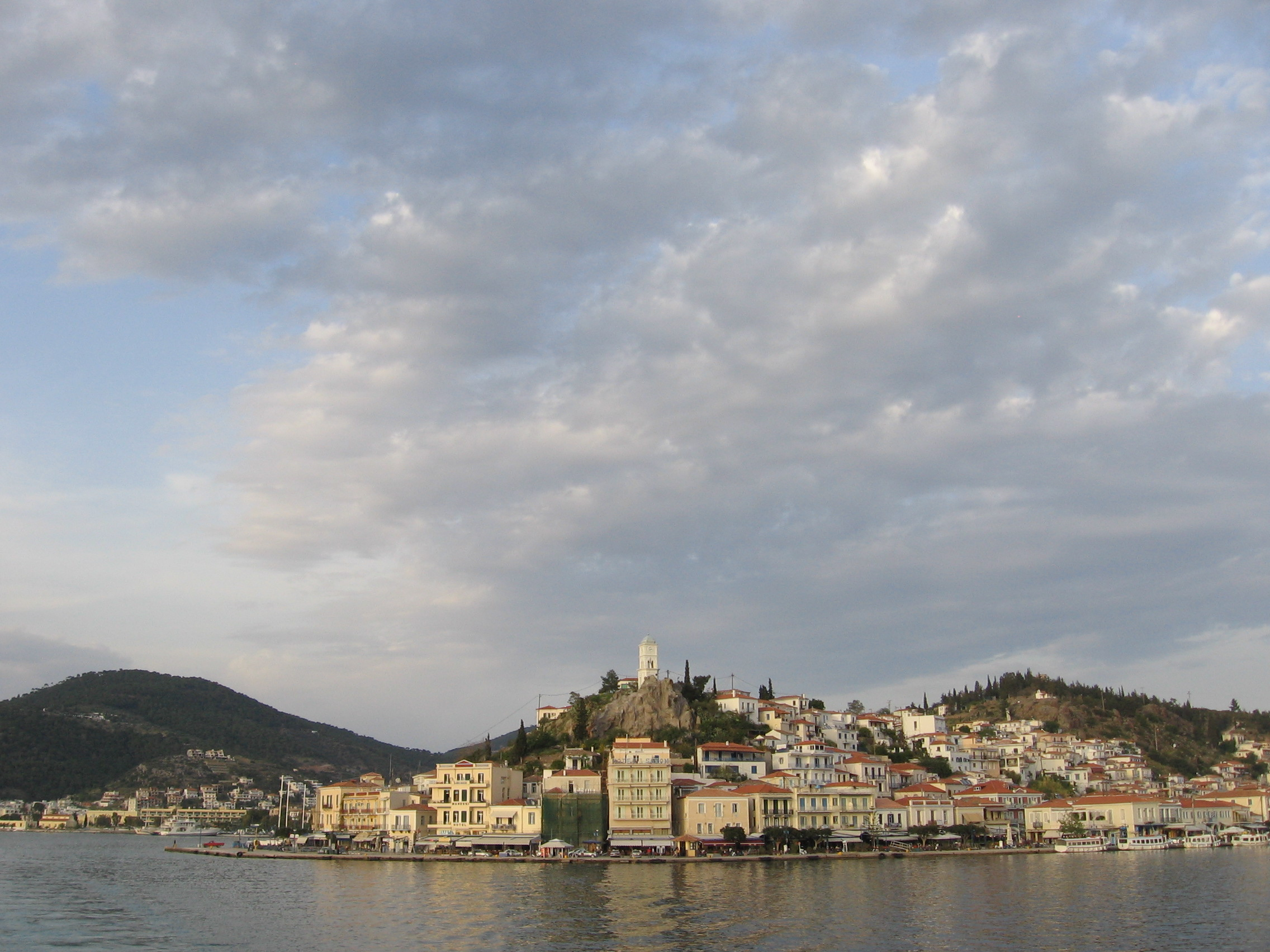
Poros vom Festland aus gesehen
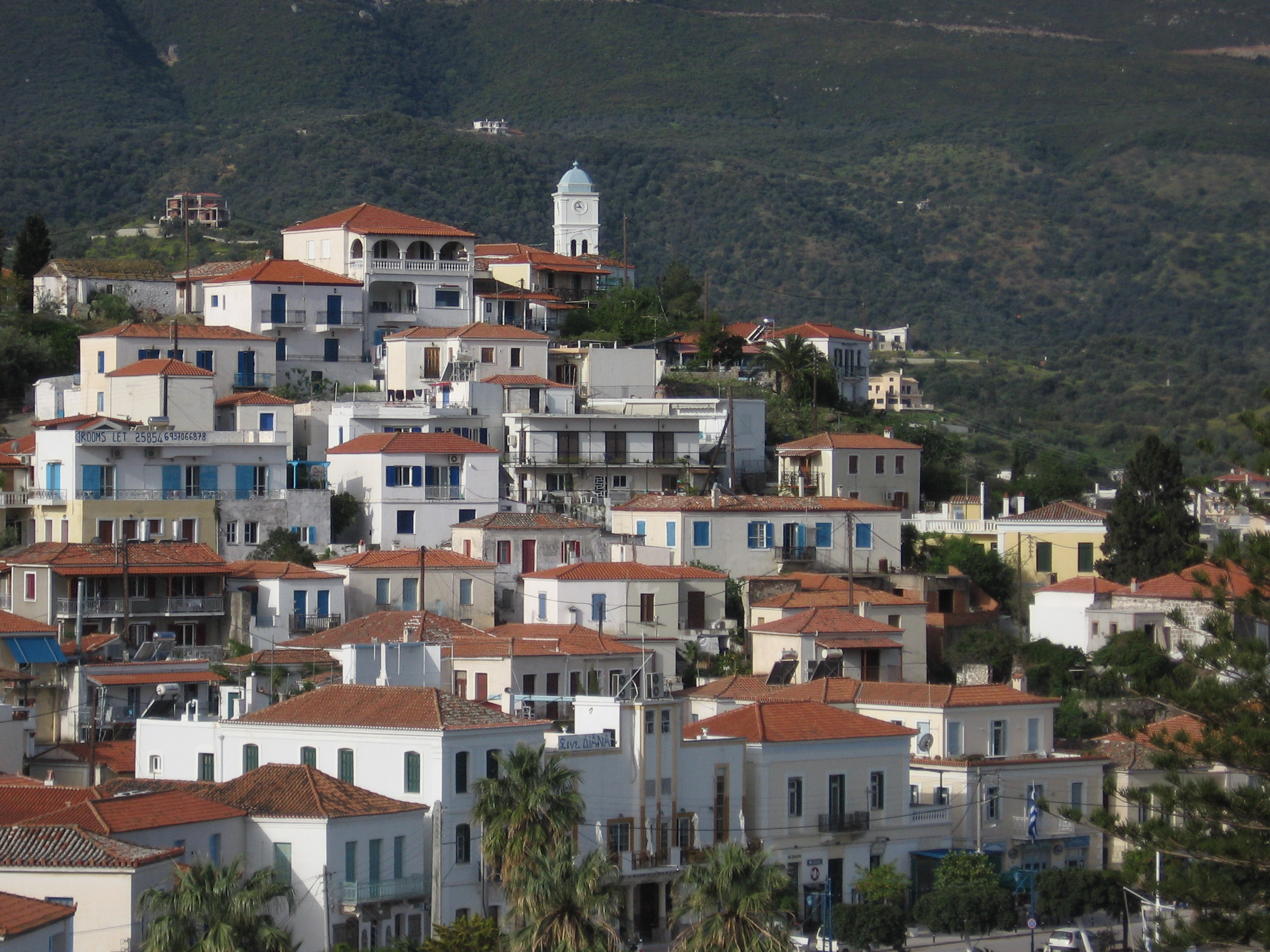
Poros, Altstadt mit Uhrenturm
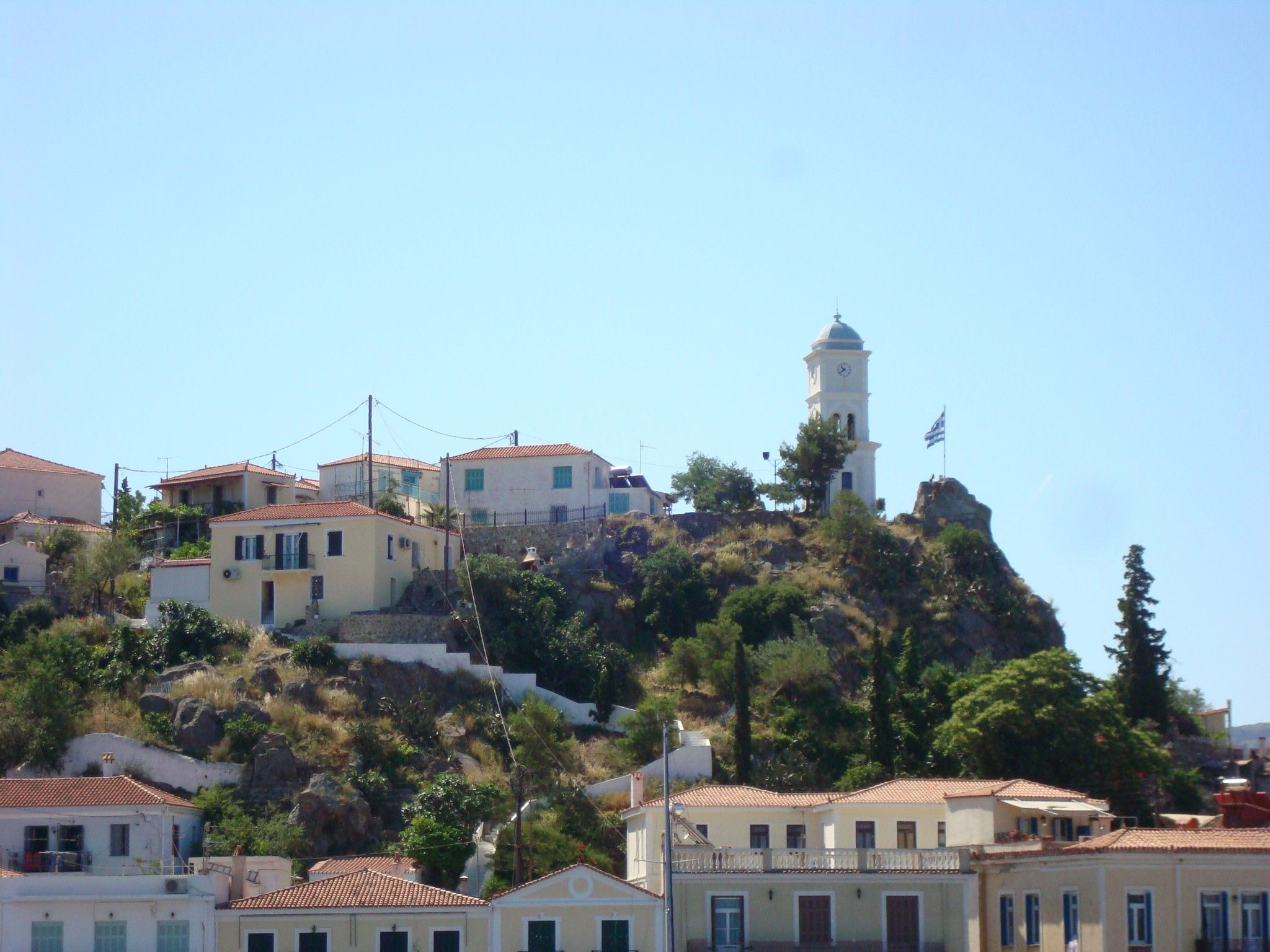
Uhrenturm über Poros
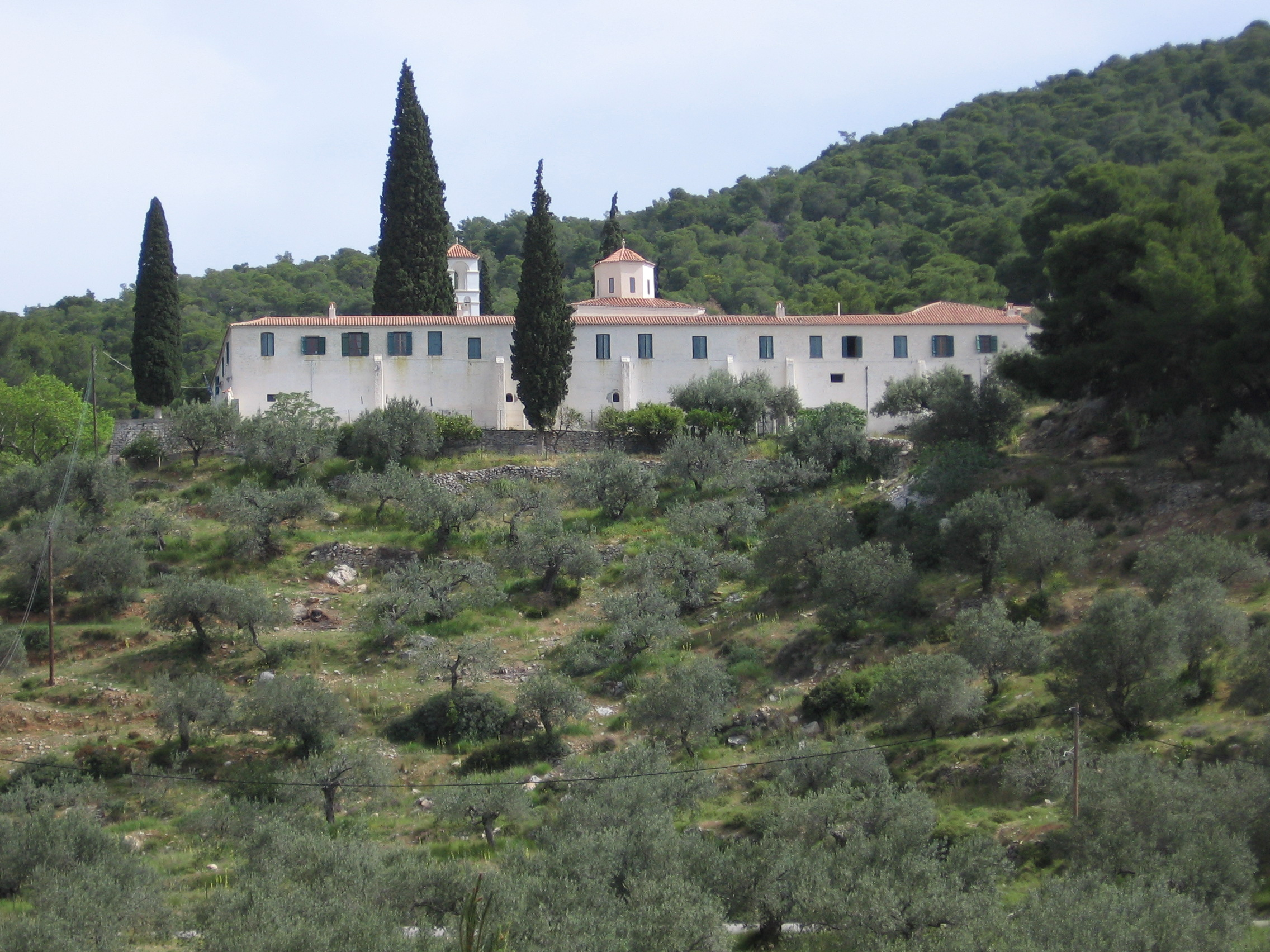
Kloster Zoodochos Pigis
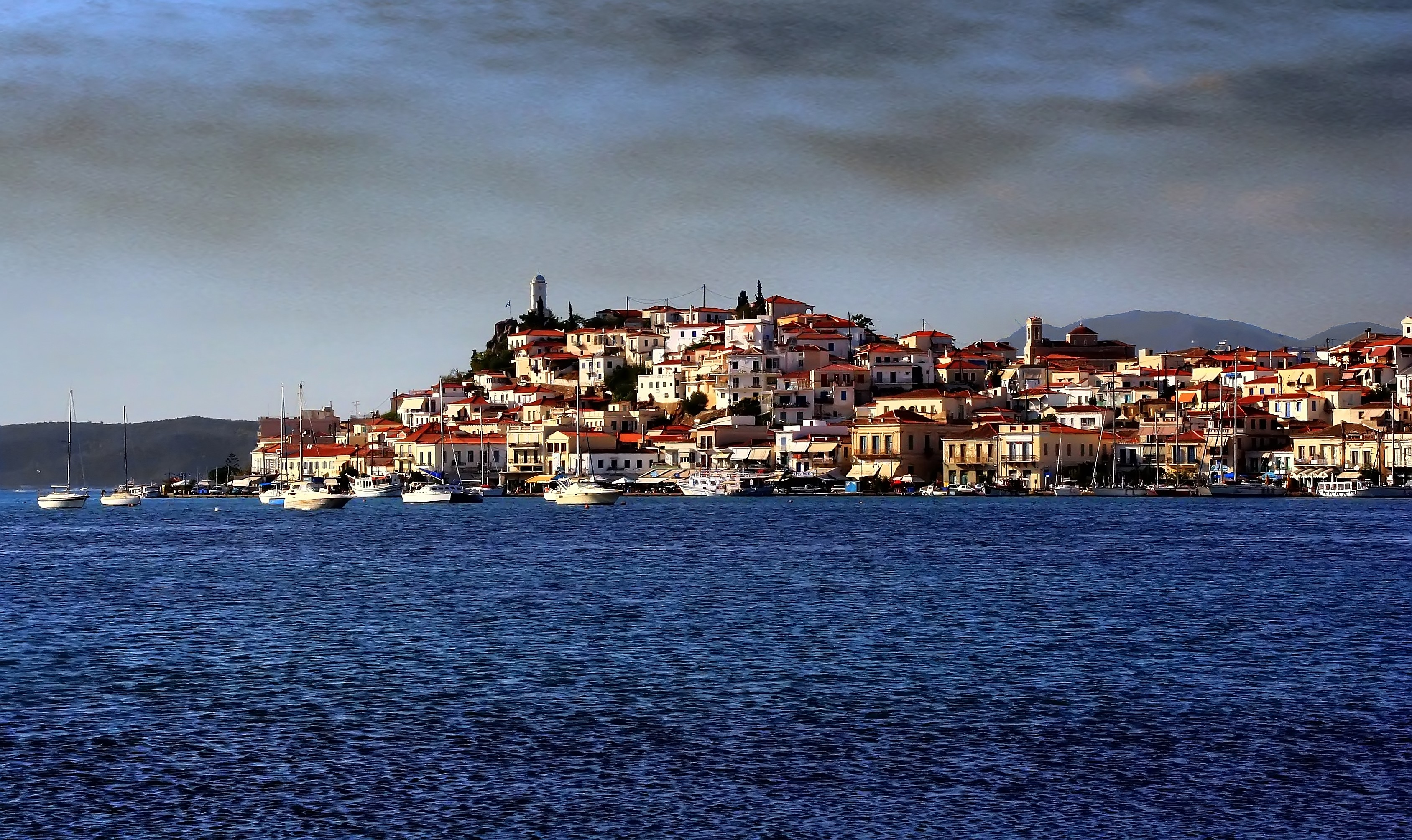
Poros
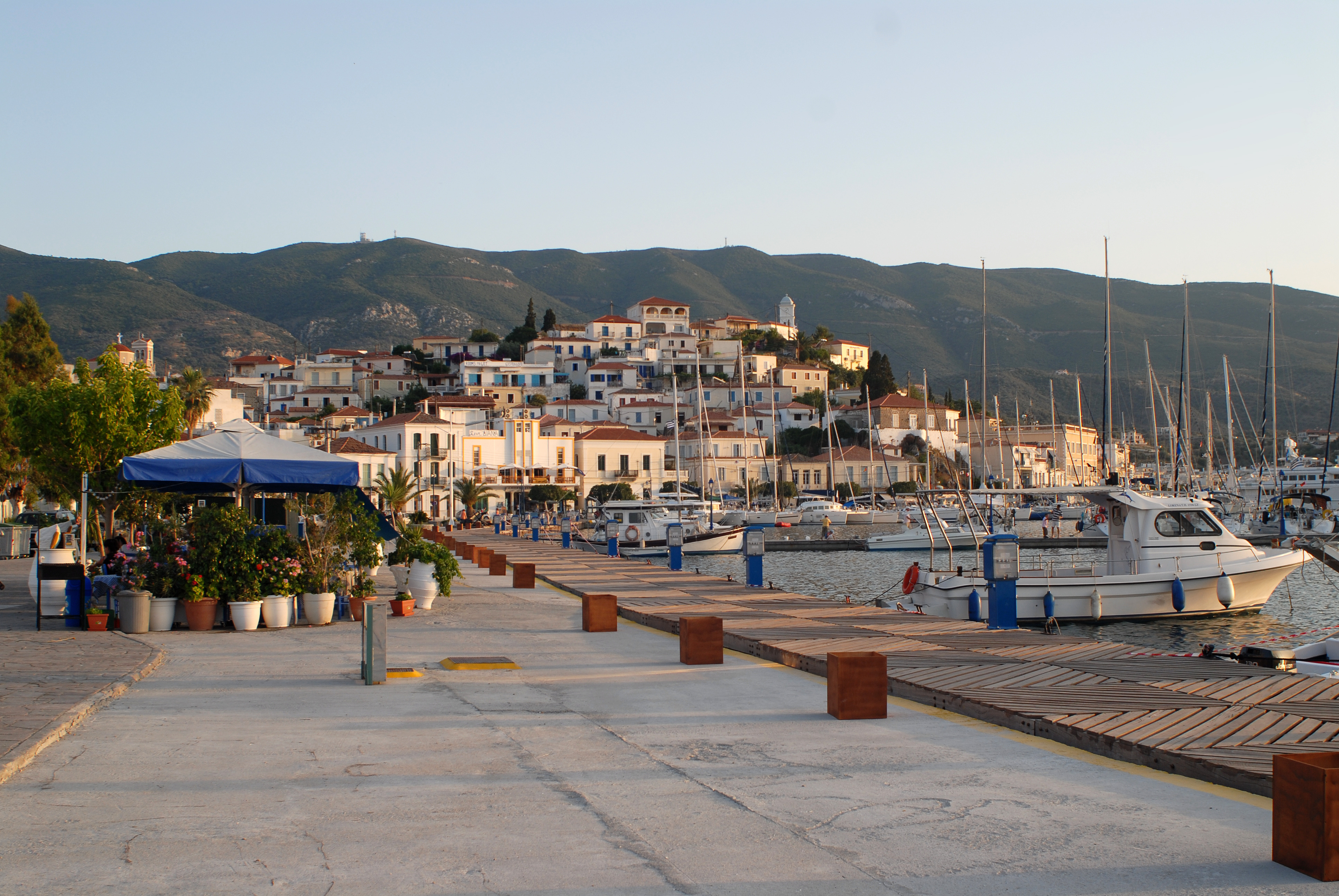
Poros, Hafen mit Altstadt

## Söhne und Töchter
- Alexandros Koryzis (1885–1941), griechischer Politiker
- Minos Kyriakou (1938–2017), griechischer Manager